# ليون إير
ليون إير (بالإنجليزية: Lion Air)‏  هي شركة طيران إندونيسية. يقع مقرّها في جاكرتا، وهي أكبر شركة طيران يديرها القطاع الخاص في البلاد، وثاني أكبر شركة طيران منخفضة التكلفة في جنوب شرق آسيا (بعد طيران آسيا)، وأكبر شركة طيران في إندونيسيا. تُعدُّ ليون إير أكبر مجموعة طيران في البلاد، رُفقة وينجز إير [الإنجليزية] وباتيك إير [الإنجليزية]. تشغل شركة الطيران مسارات محلية ودولية، والتي تربط وجهات مختلفة من إندونيسيا بسنغافورة والفلبين وماليزيا وتايلاند وأستراليا والهند واليابان والمملكة العربية السعودية، بالإضافة إلى طرق مستأجرة إلى بر الصين الرئيسي وهونج كونج وكوريا الجنوبية وماكاو، مع أكثر من 630 رحلة جوية في اليوم.
حطمت الشركة الأرقام القياسية لأكبر طلبيات الطائرات، مثل طلبها البالغ 24 مليار دولار لشراء 234 طائرة إيرباص إيه 320، بالإضافة إلى طلبها بقيمة 22.4 مليار دولار لشراء 230 طائرة منافسة من بوينج. وقّعت شركة الطيران اتفاقية مع شركة بوينج لصناعة الطائرات ومقرّها الولايات المتحدة لشراء خمسين طائرة ركاب من طراز بوينغ 737 ماكس بقيمة 6.24 مليار دولار في يونيو 2017. وتُعدُّ شركة الطيران ثاني أكبر عميل لشركة بوينج (بعد خطوط ساوث ويست الجوية الأمريكية). تمّ انتقادها ذات مرة بسبب الإدارة التشغيلية السيئة في مجالات مثل الجدولة والسلامة، على الرغم من اتخاذها خطوات لتحسين سلامتها. في 16 يونيو 2016، رفع الاتحاد الأوروبي الحظر الذي كان قد فرضه على شركة ليون إير من الطيران إلى المجال الجوي الأوروبي. في يونيو 2018، حصلت على تصنيف أمان إيجابي بعد تدقيق منظمة الطيران المدني الدولي.

## تاريخ

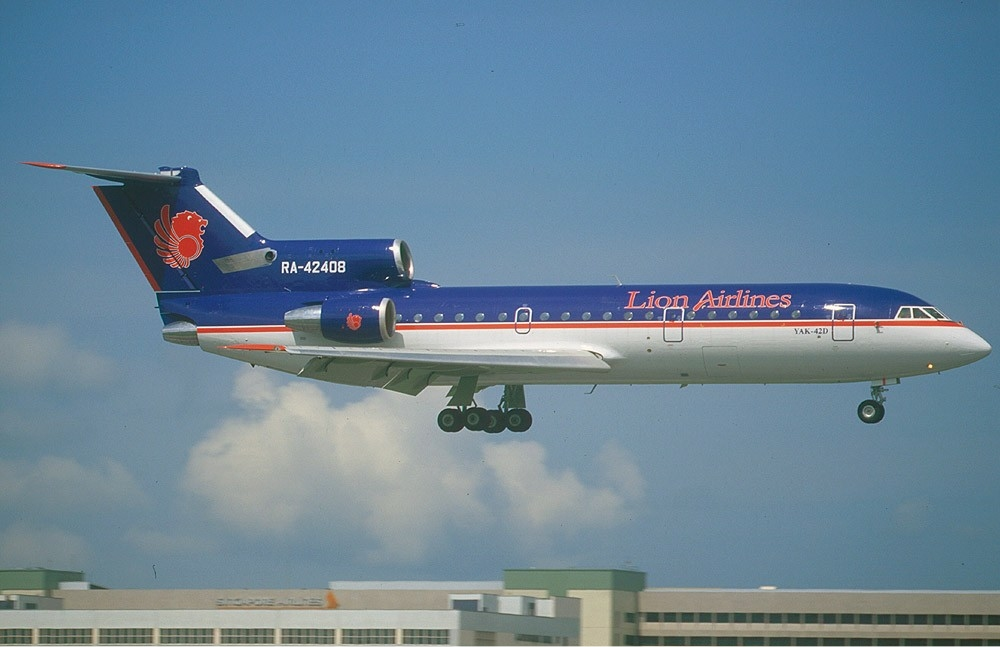
طائرة ياكوفليف ياك-42، أول طائرة تابعة لشركة ليون إير، تهبط في سنغافورة

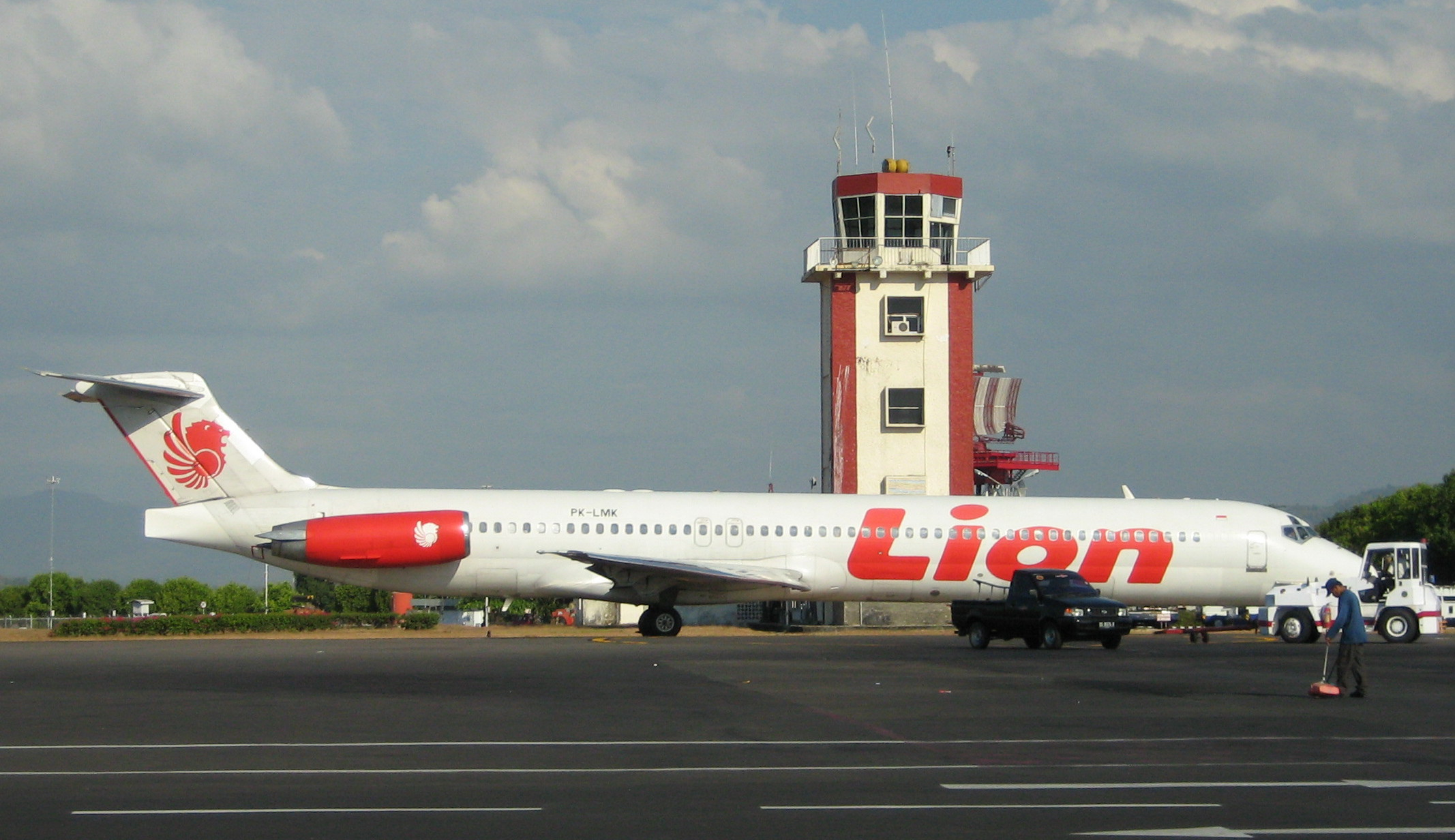
طائرة ليون إير ماكدونل دوغلاس إم دي-80، في مطار السلطان حسن الدين الدولي

تأسّست شركة الطيران في أكتوبر 1999 من قبل روسدي وكوسنان كيرانا، وبدأت عملياتها في 30 يونيو 2000، عندما بدأت خدمات الركاب المجدولة من جاكرتا إلى دنباسار وبونتياناك باستخدام طائرة بوينغ 737 مستأجرة. كانت أول شركة طيران منخفضة التكلفة في إندونيسيا. تم توسيع الأسطول بسرعة من خلال عقد إيجار شامل لخمسة طائرات من طراز ياكوفليف ياك-42، واثنتين من طراز ماكدونل دوغلاس إم دي-80 واثنتين من طائرات إيرباص إيه 310 المؤجرة من الباطن. مكّن النمو السريع من تحديث الأسطول بطائرات بوينج 737-300 وبوينج 737-400. في عام 2003، تم تأسيس وينجز إير، وهي شركة طيران فرعية، تقوم بتشغيل رحلات على مسارات منخفضة الكثافة. تم تطوير المزيد من الشركات التابعة، بما في ذلك ماليندو للطيران في ماليزيا في 2012، وتاي ليون إير في تايلاند في 2013، وباتيك إير محليًا في 2013، وهي شركة فرعية كاملة الخدمات.
تُخطّط شركة الطيران للانضمام إلى اتحاد النقل الجوي الدولي، وبالتالي تأمل في أن تصبح ثاني شركة طيران إندونيسية تكون عضوا في اتحاد النقل الجوي الدولي بعد غارودا إندونيسيا. فشلت شركة ليون إير، في أوائل عام 2011، في تقييمات اتحاد النقل الجوي الدولي الأولية للعضوية بسبب مخاوف تتعلق بالسلامة. كانت شركتا ليون إير وبوينغ رائدين في استخدام إجراءات أداء الملاحة المطلوبة (RNP) في إندونيسيا، بعد أن نجحت في تنفيذ رحلات التحقق من الصحة في مطاري أمبون ومانادو اللذين يواجهان تحديات تضاريس.
من 19 يوليو 2011، أوقفت شركة ليون إير 13 طائرة بسبب العقوبات الناجمة عن الأداء السيئ في الوقت المحدد (OTP). سجلت وزارة النقل أن معدل (OTP) الخاص بشركة ليون إير بنسبة 66.45٪ كان الأسوأ من بين ست شركات طيران، في تقييم أُجري من يناير إلى أبريل 2011 في 24 مطارًا على مستوى البلاد. من ناحية أخرى، واجهت شركات الطيران التي تستخدم مطار جاكرتا تأخيرات كبيرة في جداولها بسبب ازدحام المدارج.
في 18 نوفمبر 2011، أعلنت شركة الطيران بالاشتراك مع شركة بوينغ عن طلب قياسي من بوينغ 737 ماكس وبوينغ 737 الجيل القادم، مسجلاً الرقم القياسي لأكبر طلب فردي في العالم من 230 طائرة لشركة طيران تجارية بقيمة 21.7 مليار دولار.
في يناير 2012، قالت وزارة النقل إنها عاقبت شركة ليون إير لأنه تم العثور على بعض الطيارين وأفراد الطاقم في الأشهر الأخيرة بحوزتهم مُنشّط الميثامفيتامين. في أواخر عام 2011 تم القبض على محمد نصري واثنين من الطيارين الآخرين في حفلة في تانقيرانغ. في أوائل عام 2012، تم القبض على طيار يستخدم الميثامفيتامين في ماكاسار.
في 4 فبراير 2012، تم القبض على طيار آخر من شركة ليون إير بعد اختبار تحليل البول الإيجابي لاستخدام الميثامفيتامين. كان من المقرر أن يسافر على متن رحلة سورابايا - ماكاسار - باليكبابان - سورابايا بعد ساعات. تم إلغاء تراخيص الطيارين وطاقم الطائرة.
في 18 مارس 2013، وقّعت شركة ليون إير عقدًا لشراء 234 طائرة إيرباص بقيمة 24 مليار دولار أمريكي في فرنسا، وشهدها مباشرة الرئيس الفرنسي فرانسوا أولاند. الطائرات المطلوبة كانت من نوع إيرباص إيه 320 وإيرباص إيه 321.
أسّست شركة ليون إير شركة طيران كاملة الخدمات باسم باتيك إير، والتي بدأت العمل في عام 2013 باستخدام بوينغ 737 الجيل القادم. وقعت شركة ليون إير أيضًا التزامًا مع شركة بوينغ لطلب خمس طائرات بوينغ 787 لهذه الشركة، مما جعل شركة ليون إير أول شركة طيران إندونيسية تطلب هذا النوع منذ أن ألغت غارودا إندونيسيا طلبها لـ 10 بوينغ 787 في عام 2010، ومن المتوقع أن يتم إرسالها في عام 2015. نظرت شركة الطيران أيضًا في طلب طائرة ذات جسم عريض من طراز إيرباص إيه 330، لكنها اختارت شراء طائرة 787.
في يونيو 2016، تمت إزالة ليون إير من قائمة شركات الطيران المحظورة في الاتحاد الأوروبي.
أثناء جائحة فيروس كورونا في إندونيسيا، علّقت شركة ليون إير العمليات حتى 1 يونيو. وعلقت العمليات مرة أخرى في 5 يونيو بعد العثور على عدد قليل من الركاب يمكنهم تقديم مستندات تثبت خلوهم من الفيروسات، ولهم سبب تجاري أو حالة طوارئ عائلية تتطلب السفر. في يوليو 2020، أعلنت شركة ليون إير أن شركة الطيران ستسرح 2600 عاملا متعاقدا مع استمرار حركة الطيران في الانخفاض.

## الوِجهات
اعتبارًا من يوليو 2020، تخدم شركة ليون إير ما مجموعه 60 وجهة: 41 محلية و 19 دولية.

## الحصة السوقية
حصة سوق الطيران في إندونيسيا (2015)
في العقد الأول من القرن الحادي والعشرين، بدأت شركة ليون إير في النمو وأصبحت منافسًا قويا لشركة غارودا إندونيسيا في مجال السفر الجوي المحلي في إندونيسيا. بحلول منتصف عام 2015، قادت شركة ليون إير سوق السفر الجوي المحلي في إندونيسيا بحصة 41.6 في المائة، بينما جاءت شركة غارودا إندونيسيا في المرتبة الثانية بنسبة 23.5 في المائة. وجاءت شركة إير سريويجايا في المرتبة الثالثة بحصة سوقية قدرها 10.4٪، تليها شركة سيتي لينك الفرعية منخفضة التكلفة التابعة لشركة غارودا إندونيسيا (8.9٪)، وخدمة الطيران الإقليمية لشركة ليون إير وينجز اير (4.7٪). طيران آسيا (إندونيسيا)، وهي وحدة تابعة لشركة الطيران الماليزية منخفضة التكلفة طيران آسيا، تمتلك حصة سوقية تبلغ 4.4 بالمائة.
بشكل عام، تخضع أعمال السفر الجوي المحلي الإندونيسي بأغلبية ساحقة من قبل مجموعتين من شركات الطيران؛ ليون إير وغارودا إندونيسيا. بحلول منتصف عام 2015، استحوذت شركة ليون إير على 43.17٪ من حصة السوق، بينما استحوذت غارودا إندونيسيا على 37.08٪ من حصة السوق.
من 2005 إلى 2017، زادت حصة السوق المحلية لمجموعة ليون إير بأكثر من 100٪، من 25٪ إلى 51٪، بينما زادت غارودا إندونيسيا من 24٪ إلى 33٪؛ كانت حصتها في السوق الدولية في عام 2017 21٪، و 39٪ على التوالي، في حين أن طيران آسيا إندونيسيا لديها 36٪ من السوق الدولية.

## وصلات خارجية
- الموقع الرسمي

1. ↑  Jet، Lion Business. "Lion BizJet". www.lionbizjet.com. مؤرشف من الأصل في 2020-10-30. اطلع عليه بتاريخ 2018-11-28. {{استشهاد ويب}}: |الأول= باسم عام (مساعدة)